# Helmuts Balderis
Helmuts Balderis-Sildedzis (oft auch Helmut Balderis; * 31. Juli 1952 in Riga, Lettische SSR) ist ein ehemaliger sowjetischer und lettischer Eishockeyspieler und Mitglied der IIHF Hall of Fame.

## Karriere
Balderis spielte in der Wysschaja Liga von 1969 bis 1977 für Dinamo Riga, dann von 1977 bis 1980 für ZSKA Moskau und danach von 1980 bis 1985 wieder für Dinamo Riga. In den Saisons 1977 und 1983 war er der führende Scorer der Liga und erhielt dafür den Preis der Zeitung Iswestija. Er hält den Torrekord (333 Tore) in der sowjetischen Liga.
Balderis spielte auch für die sowjetische Eishockeynationalmannschaft und war so bei den Olympischen Winterspielen 1980 im legendären Spiel (Miracle on Ice) gegen die USA auf der Verliererseite. Er konnte mit seiner Mannschaft aber auch viele Erfolge feiern – so bei den Eishockey-Weltmeisterschaften 1978, 1979 und 1983. Er repräsentierte die Sowjetunion bei insgesamt fünf Weltmeisterschaften (1976–1979, 1983) sowie beim Canada Cup 1976 und den Olympischen Winterspielen 1980.
Bei der Eishockey-Weltmeisterschaft 1977 wurde er als Bester Stürmer geehrt. Trotz seiner weiterhin sehr guten Leistung wurde er, wahrscheinlich aus politischen bzw. sportpolitischen Gründen, bei den Olympischen Winterspielen 1984 nicht ins Nationalteam berufen (in dieser Zeit bestand das Nationalteam nur aus Sportlern der Moskauer Vereine, andere russische Städte oder sowjetische Republiken waren nicht vertreten). So war Balderis zwar ein Topscorer unter den sowjetischen Stürmern, die für die Nationalmannschaft spielten, wurde aber nie mit einer olympischen Goldmedaille belohnt.
1985 erhielt er die Erlaubnis, die UdSSR zu verlassen und wurde Spielertrainer bei Ōji Seishi in Japan. Mit Ōji gewann er 1987 und 1988 die Japanische Meisterschaft. Nachdem es mit dem Fall des Eisernen Vorhangs sowjetischen Spielern gestattet war, in der NHL zu spielen, startete er eine zweite Karriere. Balderis wurde von den Minnesota North Stars beim NHL Entry Draft 1989 gezogen und spielte 26 Mal (3 Tore; 6 Assists) für North Stars. In diesem Zusammenhang stellt er auch zwei neue NHL-Rekorde auf: er war der älteste Spieler, der jemals gedraftet wurde (36) und der älteste Schütze, der jemals sein erstes Tor in der NHL geschossen hat (37). Nach nur einer Saison bei den Stars zog er sich erneut zurück und trainierte während der Spielzeit 1990/91 HK Pardaugava Riga.
Als Lettland 1992 seine Unabhängigkeit feierte, wurde er Kapitän der neuen lettischen Nationalmannschaft und trat noch in einigen Spielen für diese an, in denen er zwei Tore erzielte. Später wurde er Trainer der Nationalmannschaft und deren Generalmanager. Heute ist er Mitglied des Lettischen Eishockeyverbandes.
1998 wurde seine außergewöhnliche Spielerkarriere mit der Aufnahme in die IIHF Hall of Fame geehrt. Bereits 1978 wurde er als Verdienter Meister des Sports der UdSSR ausgezeichnet.
Zwischen 2009 und 2011 gehörte er dem Aufsichtsrat des lettischen Pharmakonzerns OlainFarm an.

## Erfolge und Auszeichnungen
| - 1977 All-Star Team der Wysschaja Liga - 1977 Topscorer der Wysschaja Liga (Iswestija Preis) - 1977 Spieler des Jahres - 1977 Gewinn des UdSSR-Pokals mit ZSKA Moskau - 1977 Gewinn des Europapokals mit ZSKA Moskau - 1978 Sowjetischer Meister mit ZSKA Moskau - 1978 Gewinn des Europapokals mit ZSKA Moskau | - 1979 Sowjetischer Meister mit ZSKA Moskau - 1979 Gewinn des UdSSR-Pokals mit ZSKA Moskau - 1979 Gewinn des Europapokals mit ZSKA Moskau - 1980 Sowjetischer Meister mit ZSKA Moskau - 1983 Topscorer der Wysschaja Liga (Iswestija Preis) - 1987 Japanischer Meister mit Ōji Seishi - 1988 Japanischer Meister mit Ōji Seishi - 1993 Topscorer der Lettischen Eishockeyliga |

### International
| - 1971 Goldmedaille bei der U19-Europameisterschaft - 1976 Silbermedaille bei der Weltmeisterschaft - Silbermedaille bei der Europameisterschaft - 1976 Bronzemedaille beim Canada Cup - 1977 Bronzemedaille bei der Weltmeisterschaft - Bronzemedaille bei der Europameisterschaft - 1977 Bester Stürmer der Weltmeisterschaft - 1978 Goldmedaille bei der Weltmeisterschaft - 1978 Goldmedaille bei der Europameisterschaft - 1978 Topscorer der Weltmeisterschaft | - 1979 Gewinn des Challenge Cup - 1979 Goldmedaille bei der Weltmeisterschaft - 1980 Silbermedaille bei den Olympischen Winterspielen - 1983 Goldmedaille bei der Weltmeisterschaft - 1983 Goldmedaille bei der Europameisterschaft |

## Karrierestatistik

### International
Vertrat die UdSSR bei:
| - U19-Junioren-Europameisterschaft 1971 - Weltmeisterschaft 1976 - Canada Cup 1976 - Weltmeisterschaft 1977 - Weltmeisterschaft 1978 | - Weltmeisterschaft 1979 - Challenge Cup 1979 - Olympischen Winterspielen 1980 - Weltmeisterschaft 1983 |

Vertrat Lettland bei:
- Qualifikationsturnier zur C-Weltmeisterschaft 1993

(Legende zur Spielerstatistik: Sp oder GP = absolvierte Spiele; T oder G = erzielte Tore; V oder A = erzielte Assists; Pkt oder Pts = erzielte Scorerpunkte; SM oder PIM = erhaltene Strafminuten; +/− = Plus/Minus-Bilanz; PP = erzielte Überzahltore; SH = erzielte Unterzahltore; GW = erzielte Siegtore; 1 Play-downs/Relegation; Kursiv: Statistik nicht vollständig)